# Carlos Lima (futebolista)
Carlos Lima ou Calu (Praia, 20 de setembro de 1983) é um futebolista profissional cabo-verdiano que atua como meia.

## Carreira
Calu representou o elenco da Seleção Cabo-Verdiana de Futebol no Campeonato Africano das Nações de 2015.